# Yala (Jujuy)
Yala ist eine Gemeinde in Argentinien, die zum Departamento Doctor Manuel Belgrano in der Provinz Jujuy gehört. Sie ist 12 km von der Provinzhauptstadt San Salvador de Jujuy entfernt.
Nach der Volkszählung von 2001 lebten 4258 Einwohner in der Gemeinde, was einem Anstieg von 16,4 % gegenüber der vorherigen Volkszählung (1991) entspricht. Von diesen Einwohnern sind 49,38 % Frauen und 50,61 % Männer. Im Jahr 2001 hatte allein die Stadt Yala, der Sitz der Gemeinde, 1083 Einwohner, der Rest verteilt sich auf die Weiler und ländlichen Zentren.
Zusammen mit den Ortsteilen San Pablo de Reyes und Los Nogales gehört es zum Ballungsraum Gran San Salvador de Jujuy.
Koordinaten: 24° 7′ S, 65° 24′ W